# 气动外壳

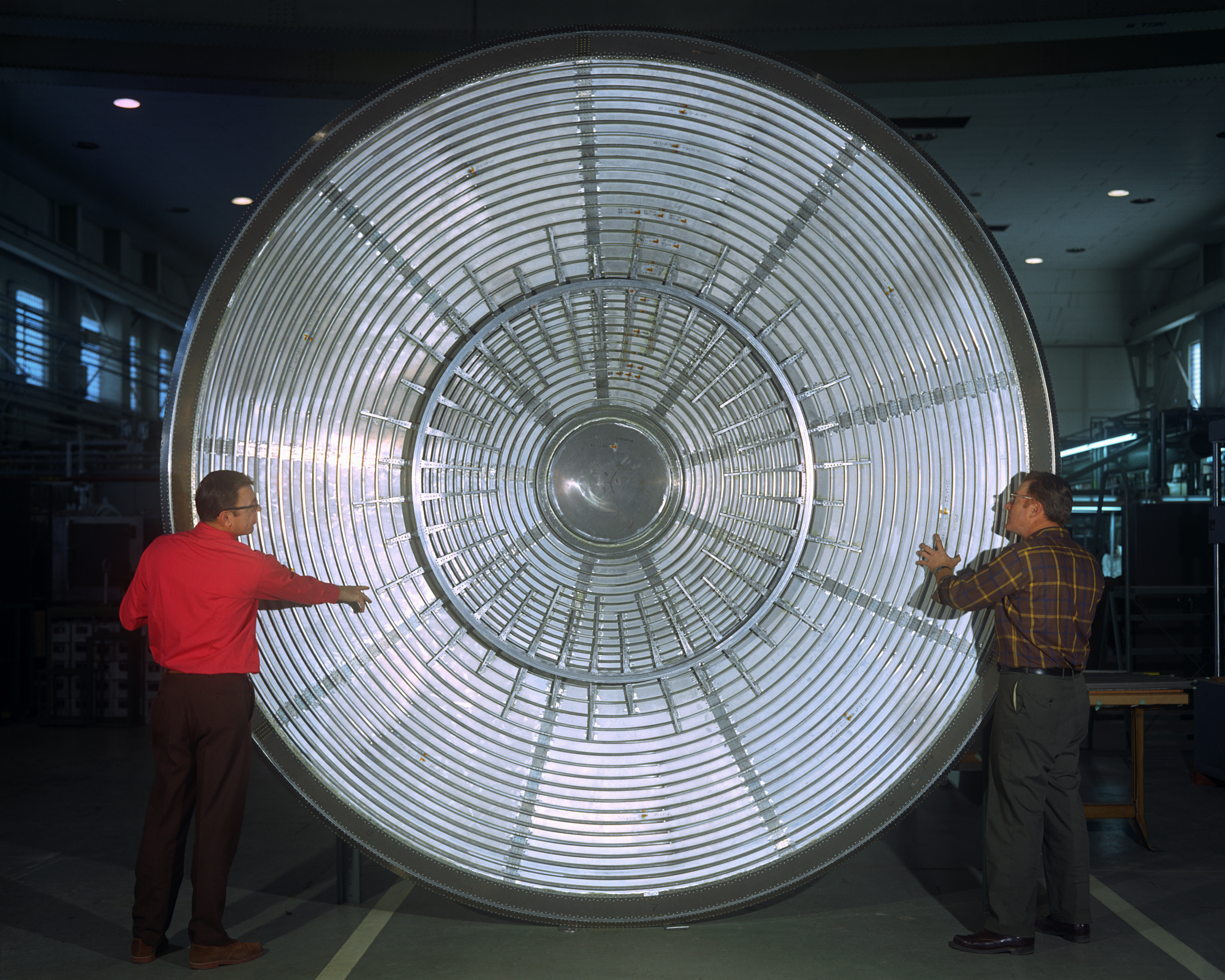
海盗1号的气动外壳

气动外壳（Aeroshell）是一种刚性隔热外壳，主要帮助航天器在进入大气层时减速并免受大气阻力所产生高温高压和可能碎片的破坏。其主要部件包括位于前面的防热盾和后面的背罩。防热盾在航天器进入大气层时吸收航天器前方空气压缩产生的热量；背壳则承载着所运送的载荷及其它重要部件，如降落伞、火箭发动机和电子监测设备，如在下降过程中监测降落伞下方罩体方向的惯性测量单元。 
它主要应用于太空任务中航天器的进入、下降和着陆过程（EDL）。首先，当航天器穿入地球大气层时，气动外壳会使航天器减速，隔热板吸收由此产生的摩擦高温。然后，在下降过程中，降落伞打开，隔热板被抛离，位于背罩中的火箭启动，以帮助航天器进一步减缓下降速度，安全气囊也会充气以缓冲降落撞击。航天器在第一次撞击后直接在行星表面反弹。最后，安全气囊放气坍缩，航天器上的着陆器罩瓣展开。在整个过程中，任务控制和航天器之间的通信通过连接在背罩和探测器上的低增益天线进行往返传输。在整个进入、下降和着陆阶段，特定音响声将被发回地球，以传达每一关键步骤是否已成功。
气动外为太空探测器的关键部件，是探测器完好降落到任何具有大气层天体表面所必需的，现已应用于所有将有效载荷返回地球的任务（如果将航天飞机隔热系统也视作气动外壳的话），以及所有登陆火星、金星、土卫六和（在最极端的情况下）到木星的伽利略号探测器任务。

## 组件
气动外壳主要由两大部件组成：一块位于气动外壳前半部或前体的隔热板和一只位于后部的背罩。 在航天器进入大气层时，气动外壳的隔热板面向冲压方向（向前），使其吸收飞行器前部空气压缩所产生的高热。后部背罩则充当密封有效负载的容器。背罩中通常安装有降落伞、烟火装置及电子设备和电池、惯性测量单元以及特定任务进入、下降和着陆阶段所需的其他硬件。降落伞位于背罩顶端，在进入、下降和着陆期间缓减航天器速度；烟火控制系统触发爆炸螺栓、火箭和射伞枪等装置。当背罩在降落伞下摇晃时，惯性测量单元会报告它的方向。如果配备了减速火箭，可协助航天器最终阶段的降落和着陆；作为替代或者附加地方案，着陆器自身也可安装减速火箭，用于最终的降落和着陆（背罩被抛弃后）。配备的其他火箭则可为罩体提供横向移动力，以帮助在主火箭喷射期间定位到更精准的位置。

## 设计要素
航天器的任务目标决定了确保任务成功所需的飞行要求，这些飞行要求包括减速度、高温、撞击和着陆精度。航天器必须具有足够低的最大减速度才能保证飞行器最薄弱部分的完好无损，同时，它又必须要有足够高的速度来穿透大气层而不发生反弹。航天器结构和有效載荷质量会影响它能承受的最大减速度。这种力用“g”或地球引力加速度来表示。如果它的结构设计得足够好，且由坚固的材料（如钢）制成，那么它就可承受更高的重力，但是，还必须考虑所搭载的载荷。因为仅航天器结构能承受高g力并不意味着它的载荷也可以。例如，宇航员的有效载荷只能承受12个g，即自身重量的12倍，超过这一标准将会导致死亡。另外，航天器还必须能承受因高超音速进入大气层时产生的巨大摩擦高温。最后，它必须能够穿透大气层并准确地降落在地面上，而不会错过目标。着陆区域越狭窄，所需精度就越高。在这种情况下，航天器将需更流线型并拥有更陡峭的再入轨道角。这些因素共同影响了返回轨道，航天器必须在该区域内飞行，以避免焚毁或弹出大气层。
以上所有这些要求都是通过对航天器结构和轨迹的考虑、设计和调整来满足的
气动外壳的整体动力学受惯性和阻力的影响，定义如下：ß=m/CdA，其中“m”为气动外壳及搭载载荷的质量，“CdA”为气动外壳在自由飞行条件下所产生的阻力。大体而言，“β”等于阻力除以质量（单位阻力面积的质量）。每单位阻力面积的质量越大，则会导致气动外壳的进入、下降和着陆过程发生在大气层低点和稠密处，并且还会降低着陆时的升力和时间裕度。进入、下降和着陆期间增加的因素包括热负荷和速率，这会导致系统强制适应热负荷的增加。此种情况会降低有效着陆质量能力，因为热负荷的增加会使气动外壳的支撑结构和隔热系统（TPS）更重。此外，还需考虑静态稳定性，因为需要维持高阻力高度，这就是为什么需要一种后掠式而非平钝的前机身。前一种的形状确保了该因素的存在，但也减少了阻力面，因此，在阻力和稳定性之间存在折衷，这会影响气动外壳形状的设计。升阻比也是另一需要考虑的因素，升阻比的理想水平为非零。

## 行星进入降落伞计划

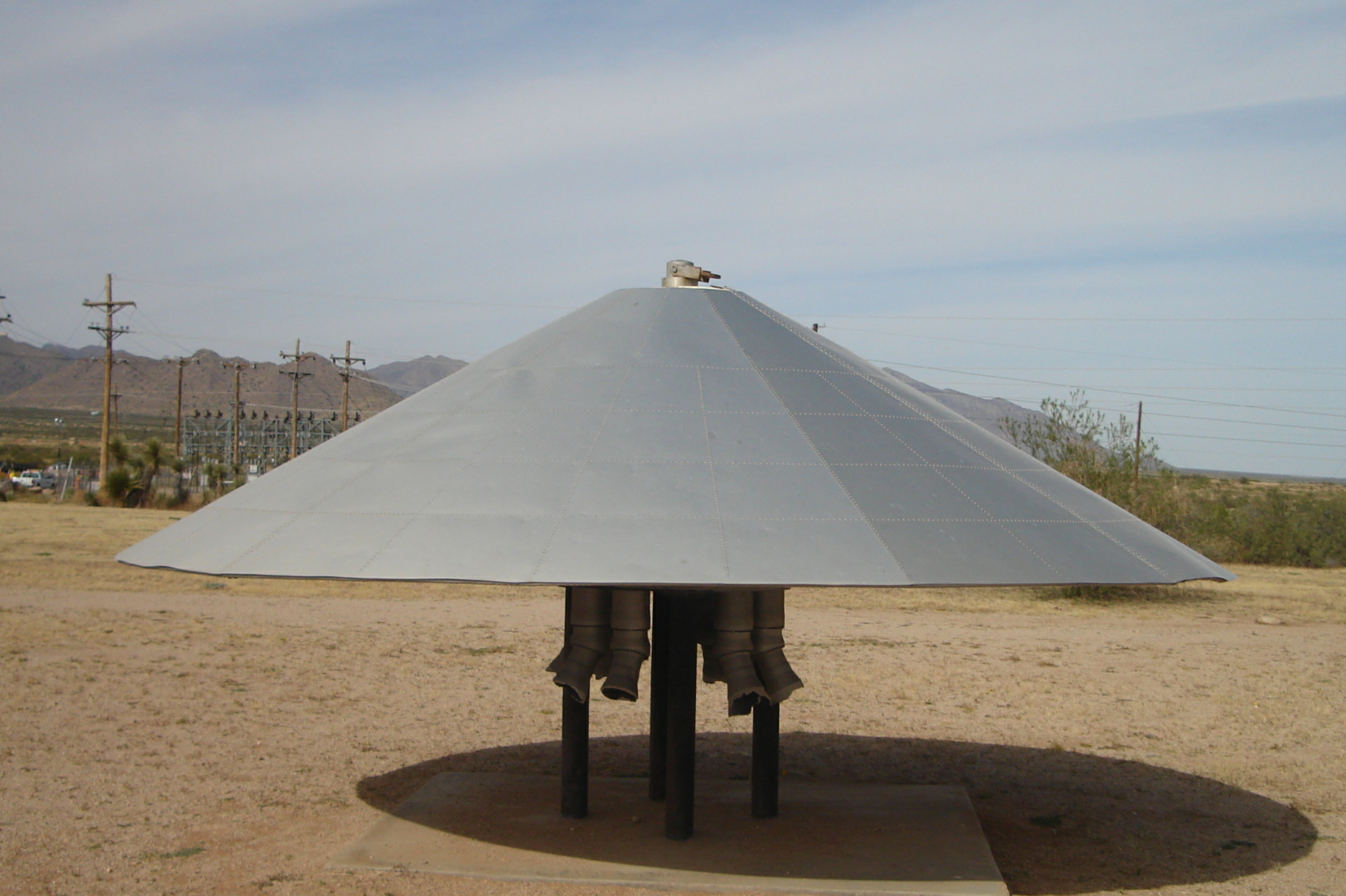
公开展示在白沙导弹靶场导弹公园的美国空军“飞碟”气动外壳。

1966年，为测试旅行者火星着陆计划中所用的降落伞，美国国家航空航天局进行了“行星进入降落伞计划”（PEPP）气动外壳测试。为模拟火星稀薄的大气层，降落伞需要在地球上空超过16万英尺（4.9万米）处使用。一只携带着气动外壳的气球从新墨西哥州罗斯维尔释放，然后向西漂移到白沙导弹靶场，气动外壳被抛下，气动外壳下方的发动机点火，将它提升到所需的高度，在那里降落伞被打开。
旅行者计划后来被取消，几年后被规模小得多的海盗计划所取代。美国宇航局重新使用了“旅行者”一名，被应用于“旅行者1号”和“旅行者2号”二艘外行星探测器。

## 低密度超音速减速器
低密度超音速减速器（或简称LDSD)是一种旨在产生空气阻力，以便在进入行星大气层时减速的太空飞行器。本质上它是一架圆盘状的飞行器，外面安装有一圈可充气甜甜圈状气球，使用这种类型的系统可能会增加有效载荷。
它主要是在着陆火星之前，通过给飞行器周围一圈气球充气以增加表面积并产生阻力，帮助航天器减速，在充分减速后，长长系绳上的降落伞展开，以进一步降低飞行器的速度。 
该飞行器正在由美国宇航局喷气推进实验室开发和测试，马克·阿德勒（Mark Adler）为项目管理人 。

### 2014年6月的试飞
试飞于2014年6月28日进行，测试飞行器于协调世界时18时45分（当地时间08时45分）从位于夏威夷考艾岛的美国海军太平洋导弹靶场发射 。一只高空氦气球，在完全充满气时，体积达到112万米3（3957万英尺3），将飞行器提升至约3.7万米（12万英尺）高左右。协调世界时21时05分（当地时间11时05分）时，飞行器与气球分离，四具小型固体燃料火箭引擎使飞行器旋转以保持稳定。
自旋半秒后，飞行器的“Star 48B”固体燃料发动机点火，将飞行器的驱动到4马赫，约为5.5万米（18万英尺）的高度。火箭燃尽后，另外四台火箭引擎反向驱动飞行器。当减速至3.8马赫时，20英尺管形超音速充气气动减速器（SIAD-R 配置）展开 。超音速充气气动减速器旨在通过增加飞行器前端的表面积来提增飞行器的大气阻力，从而提高减速率。
当减速至2.5马赫（超音速充气气动减速器展开后约107秒）时，超音速圆盘帆（SSDS）降落伞被打开以进一步降低飞行器速度。该具降落伞直径110英尺，几乎是火星科学实验室任务所用降落伞的两倍。然而，它在打开后开始撕裂，飞行器在协调世界时21时35分（当地时间11时35分）以32至48公里/小时（20至30英里/时小）的速度坠入太平洋，但所有硬件和数据记录器均已被捞回，尽管发生了降落伞事故，任务仍被宣布成功，主要目标是证明试验飞行器的飞行价值，而超音速充气气动减速器(SIAD)和超音速圆盘帆降落伞(SSD)只是次要的实验。

### 2015年的试飞
2015年年中，太平洋导弹靶场将再进行两次低密度超音速减速器试飞。这些测试将侧重于8米（26英尺）的超音速充气气动减速器(SIAD-E)和超音速圆盘帆降落伞(SSD)技上，并吸取2014年测试期间的经验教训。计划对降落伞进行的修改包括更圆的形状和结构的加固，但在再入大气层后不久，降落伞就被扯掉了。

## 图集

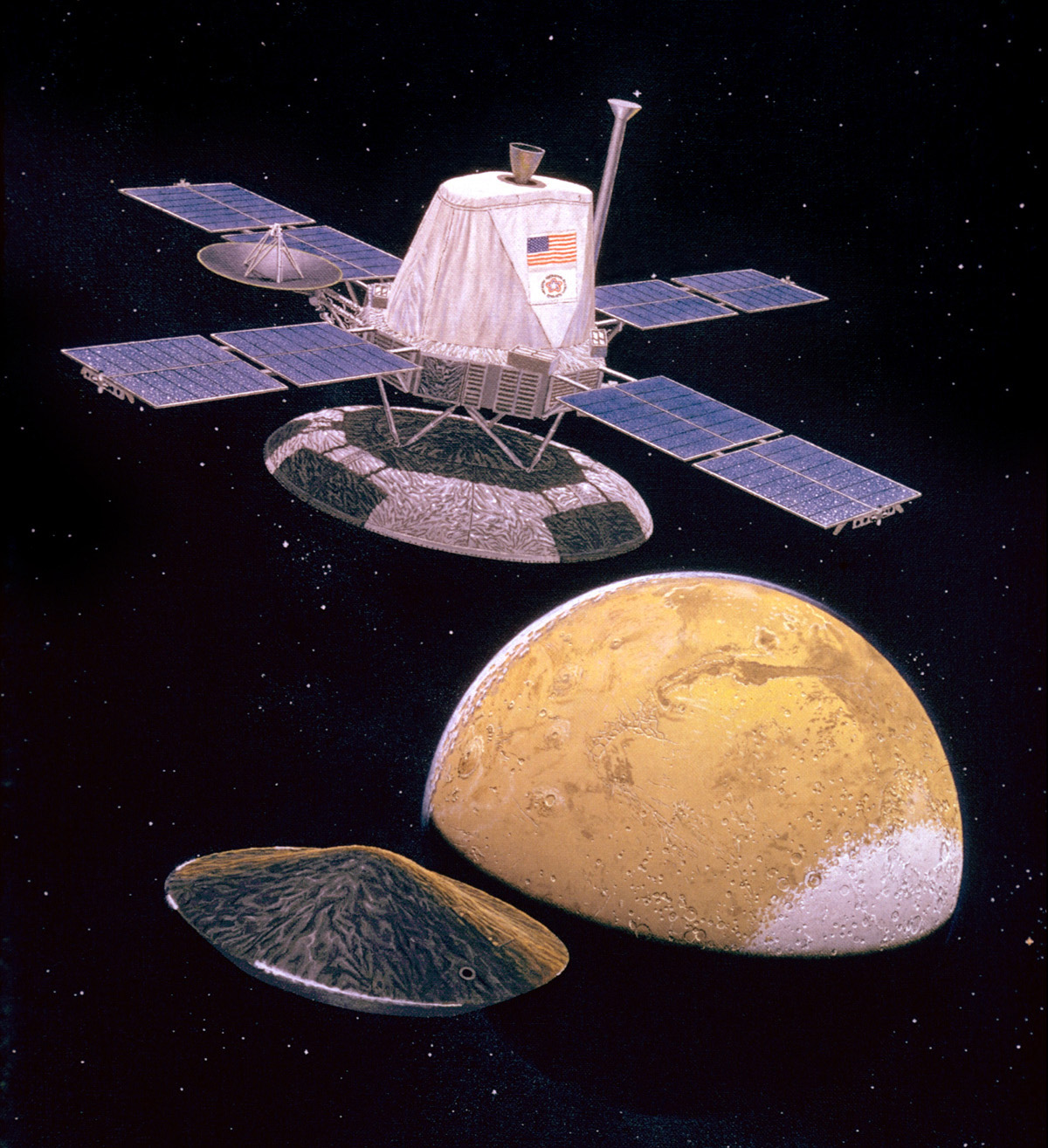
唐·戴维斯(Don Davis)创作的海盗号轨道器释放带气动外壳着陆器的艺术想象图。
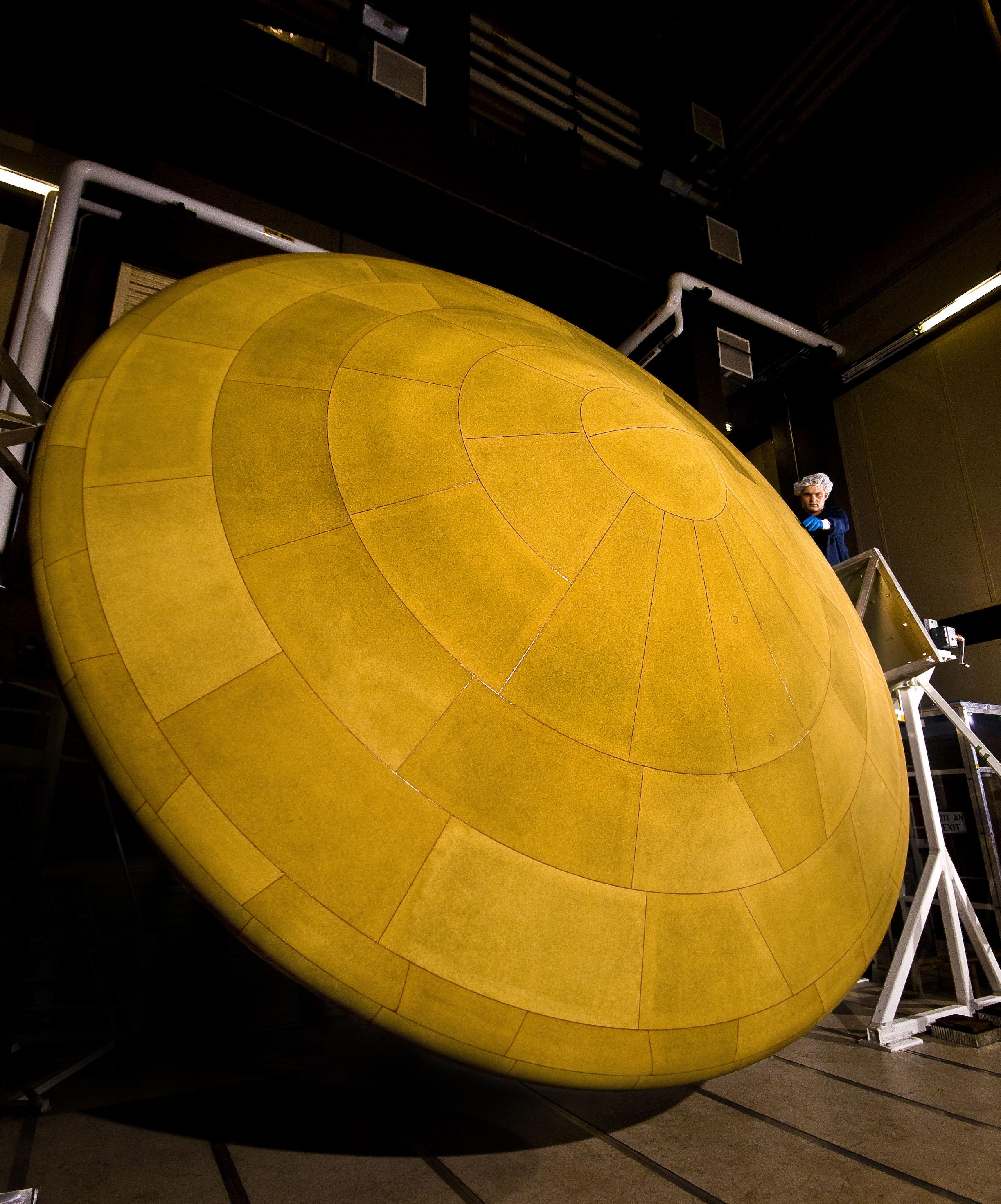
展出在弗吉尼亚州航空航天博物馆的阿波罗12号隔热罩细节。
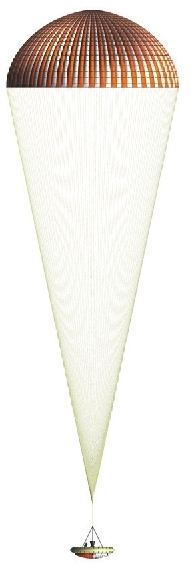
33.5米超音速环帆降落伞
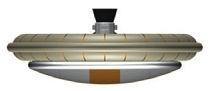
6米的超音速充气气动减速器(SIAD-R)
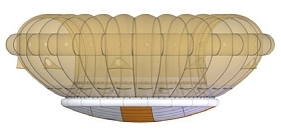
8米的超音速充气气动减速器(SIAD-E)